# Horní Lažany (Lipová)
Horní Lažany (německy Ober Losau) jsou malá vesnice, část obce Lipová v okrese Cheb v Karlovarském kraji. Nachází se asi 2,5 kilometru jihovýchodně od Lipové. Je zde evidováno 28 adres. V roce 2011 zde trvale žilo 33 obyvatel.
Horní Lažany leží v katastrálním území Horní Lažany u Lipové o rozloze 3,88 km².

## Historie
První písemná zmínka o vesnici pochází z roku 1368.

## Obyvatelstvo
Při sčítání lidu v roce 1921 zde žilo 109 obyvatel, všichni německé národnosti, kteří se hlásili k římskokatolické církvi.
| Rok            | 1869 | 1880 | 1890 | 1900 | 1910 | 1921 | 1930 | 1950 | 1961 | 1970 | 1980 | 1991 | 2001 | 2011 | 2021 |
| -------------- | ---- | ---- | ---- | ---- | ---- | ---- | ---- | ---- | ---- | ---- | ---- | ---- | ---- | ---- | ---- |
| Počet obyvatel | 117  | 127  | 115  | 97   | 130  | 109  | 129  | 57   | 45   | 22   | 29   | 21   | 28   | 33   | 35   |
| Počet domů     | 17   | 18   | 18   | 18   | 20   | 20   | 20   | 17   | -    | 5    | 6    | 7    | 8    | 8    | 14   |

## Obecní správa
Při sčítání lidu v letech 1850–1959 Horní Lažany byly osadou obce Mýtina v okrese Cheb. Od roku 1960 jsou částí obce Lipová v okrese Cheb.

## Pamětihodnosti
- Venkovská usedlost čp. 9